# Ethan Van Sciver
Ethan Daniel Van Sciver (né le 3 septembre 1974 dans l'Utah) est un dessinateur de comics américain connu pour ses travaux sur Green Lantern, Superman/Batman, New X-Men et The Flash: Rebirth. 

## Biographie
Ethan Daniel Van Sciver naît le 3 septembre 1974 dans l'Utah mais grandit dans le New Jersey. 
Après plusieurs petits boulots plus ou moins liés au dessin, il crée le comics Cyberfrog, d'abord auto-édité puis édité par Harris Publications. Bien qu'il tienne à son comics, Ethan Van Sciver ne peut en vivre et il accepte donc la proposition de DC Comics de reprendre Impulse. 
Il travaille aussi pour  Marvel Comics sur New X-men mais juge que l'éditeur dénature son travail, ce qui l'ennuie. Il cache le mot SEX plus de dix-huit fois dans les planches du comic no 118 de New X-Men (dans les cheveux de personnages, dans les branches d'arbres, sur des panneaux ou des bouteilles de whisky...),,,.
Il préfère son travail chez DC où il dessine notamment des aventures de Flash et Green Lantern. 
Il travaille aussi chez Image Comics (Bog Swamp Demon). 
En 2018, il quitte DC pour créer sa propre maison d'édition nommée ALL CAPS pour reprendre sa série Cyberfrog.

## Publications

### DC
- Batman/Catwoman: Trail of the Gun, mini-séries, #1-2 (2004)
- Flash: Iron Heights (2001)
- Flash: Renaissance, miniseries, #1-6 (2009)
- Flash 80-Page Giant (Impulse) #1 (1998)
- Green Lantern: Rebirth, mini-séries, #1-6 (2004–05)
- Green Lantern, vol. 4, #1 (avec Carlos Pacheco); #4-5, 9; #25 (avec Ivan Reis) (2005–08)
- Green Lantern: Secret Files & Origins 2005
- Green Lantern: Sinestro Corps Special #1 (2007)
- The Fury of Firestorm #7-8 (2012)
- Hawkman, vol. 4, #13 (2003)
- Impulse #41, 50-52, 54-58, 62-63, 65-67 (1998–2000)
- JLA Secret Files #3 (avec d'autres artistes) (2000)
- Justice Leagues: JL?, one-shot (2001)
- Justice League of America, vol. 4, #20 (2006)
- Superman/Batman #28-30 (2006)
- Secret Origins 80-Page Giant (Wonder Girl) #1 (1998)
- Untold Tales of Blackest Night #1 (avec d'autres artistes) (2010)
- War of the Supermen (Free Comic Book Day) #0 (avec d'autres artistes) (2010)

### Marvel
- Weapon X: The Draft - Wild Child (2002)
- Wolverine #179 (2002)
- New X-Men #117-118, 123, 133 (2001–02)